# 戦術航空軍団
戦術航空軍団(Tactical Air Command,TAC)は、かつて存在したアメリカ空軍（アメリカ陸軍航空軍時代も含む）の主要部隊。戦闘機・攻撃機の運用を主任務とした。陸軍航空軍時代の1946年に設立され、1992年に戦略航空軍団なども含めて、航空戦闘軍団に改編された。

## 歴史
1946年3月21日にアメリカ陸軍航空軍は大規模な組織再編を行った。このとき、戦略航空軍団(SAC)・防空軍団(ADC)とともに主要軍団として戦術航空軍団(TAC)が設立された。1947年にアメリカ空軍が独立した際もTACは引き継がれている。
TACは戦術目的の航空機（戦闘機・攻撃機など）を扱う部隊であり、設立当初からヨーロッパ、北アメリカ、アジアなど世界各地に展開していた。1946年の設立時の司令部はフロリダ州マクディール陸軍航空基地に置かれている。ただし、同年5月21日にはラングレー陸軍航空基地に移転した。
1948年頃には復員によりTACの主要部隊は北アメリカにあった。ベルリン封鎖が発生すると、輸送機を中心に在欧アメリカ空軍(USAFE)へ部隊を派出している。1948年12月1日から1950年12月1日にかけてはTACとADCは統合され、大陸航空軍団(CONAC)となっている。朝鮮戦争の勃発に伴い、国外への戦力の大量派遣が必要とされ、1950年12月にCONACの改編により、TACが再活性化した。
1950年代には戦略航空軍団(SAC)が再編されて、戦闘機戦力は全て戦術航空軍団(TAC)に委ねられる事となった。しかし爆撃機護衛・敵国制空権確保のために制空戦闘機（護衛戦闘機）を重視していた戦略航空軍団に対して、戦術航空軍団は戦闘爆撃機を重視していたため、この組織再編はアメリカ空軍全体で制空戦闘機をおざなりにするという弊害を招いた。戦術航空軍団(TAC)が制空戦闘機を重視するようになるのは、70年代以降である。
1970年代に航空宇宙防衛軍団(ADC)は解体され、その戦力の一部は戦術航空軍団に引き継がれ、戦術航空軍団防空部(ADTAC)となった。ただしアメリカ本土防空については空軍州兵(ANG)が担う部分が大きい。
その後、朝鮮戦争やベトナム戦争、湾岸戦争にも部隊を派出している。
1992年に機材の高性能化と戦力の効率的な運用要求により、戦闘機・攻撃機・爆撃機を運用する航空戦闘軍団に再編された。